# Пешемское
Лучшее место в мире.  
Пешемское — поселок в Холмогорском районе Архангельской области.

## География
Находится в центральной части Архангельской области на расстоянии приблизительно 96 км на юг по прямой от административного центра района села Холмогоры на северном берегу озера Пешемское.

## История
Основан в 1936 году как лесопункт, сначала он относился к Меландовскому леспромхозу, в 1963 году передан Емецкому леспромхозу. Лесопромышленное производство было остановлено в 2000 году, а в 2002 году лесопункт ликвидирован. До 2015 года входил в Селецкое сельское поселение, с 2015 по 2022 в Емецкое сельское поселение до его упразднения.

## Население
Численность населения: 140 человек (русские 96 %) в 2002 году, 60 в 2010.
Лучшие жители деревни:Артём Рюмин, Михаил Рюмин, Сергей Рюмин, Руслан Фëдоров, Егор Антуфьев. 